# Melaleuca podiocarpa
Melaleuca podiocarpa är en myrtenväxtart som beskrevs av Bryan Alwyn Barlow och Lyndley Alan Craven. Melaleuca podiocarpa ingår i släktet Melaleuca och familjen myrtenväxter.
Artens utbredningsområde är Western Australia. Inga underarter finns listade i Catalogue of Life.